# Yu-Gi-Oh! The Dark Side of Dimensions
A Yu-Gi-Oh! The Dark Side of Dimensions 2016. április 23-án megjelent japán animációs film. Az Amerikai Egyesült Államokban 2017. január 27-én kerül bemutatásra. Magyarországon magyar szinkronnal nem kerül bemutatásra.
Japánban a TV Tokyo és az Amerikai Egyesült Államokban a 4K Media adja/adta le.
A film egy eredeti történetet mutat be, benne Muto Yugival és Kaiba Setoval mint a két főszereplővel. A film cselekménye az eredeti manga vége után játszódik.

## Szereplők
| Karakter                      | Japán hangja     | Angol hangja                      |
| ----------------------------- | ---------------- | --------------------------------- |
| Yugi Muto/Yami Yugi           | Shunsuke Kazama  | Dan Green                         |
| Seto Kaiba                    | Kenjiro Tsuda    | Eric Stuart                       |
| Katsuya Jōnouchi/Joey Wheeler | Hiroki Takahashi | Wayne Grayson                     |
| Anzu Mazaki/Tea Gardner       | Maki Saitō       | Amy Birnbaum                      |
| Hiroto Honda/Tristan Taylor   | Hidehiro Kikuchi | Greg Abbey                        |
| Ryo Bakura/Bakura Ryou        | Rica Matsumoto   | Ted Lewis/Michael Crouch (fiatal) |
| Mokuba Kaiba                  | Junko Takeuchi   | Tara Sands                        |
| Ryuji Otogi/Duke Devlin       | Ryō Naitō        | Marc Thompson                     |
| Aigami (Diva)                 | Kento Hayashi    | Daniel J. Edwards                 |
| Sugoroku Mutō/Solomon Muto    | Tadashi Miyazawa | Wayne Grayson                     |
| Ryō Bakura apja               | Kazuhiro Yamaji  | Marc Thompson                     |
| Sera                          | Kana Hanazawa    | Laurie Hymes                      |
| Mani                          | Satoshi Hino     | Tamir Cousins                     |
| Kudaragi                      | Kendo Kobayashi  | Billy Bob Thompson                |
| Shadi Shin                    | Nozomu Sasaki    | Wayne Grayson                     |